# Klippkaktus
Klippkaktus (Cereus jamacaru f. monstrosus) är en suckulent växt inom släktet Cereus och familjen kaktusar. Cereus är mestadels upprättväxande trädlika plantor som grenar sig rikt och kan bli nästan 14 meter höga med en stamdiameter på 30 centimeter, men denna form, 'Monstrosus', växer på ett helt annat sätt. Monstrosus betyder missformad, och dess tillväxtpunkt är störd så att plantan har flera tillväxtpunkter i stället för en och blir därför kompakt och försedd med flera toppar. Den har mycket tunna och relativt långa, röda taggar som mer liknar raka hårstrån är taggar. Den kan bli flera meter hög, om den växer åt rätt håll, så att säga.

## Förekomst
Klippkaktus kommer ursprungligen från Colombia, Tobago, Bolivia, Peru och Venezuela.

## Odling
Klippkaktus trivs bäst på en så ljus och solig växtplats som möjligt, men unga plantor kan behöva skyddas mot riktigt intensiv middagssol vår och sommar. Sommarhalvåret vattnar man så snart jorden hunnit torka upp efter föregående vattning. När vintern närmar sig trappar man ner vattningen för att bara vattna ungefär en gång i månaden under vintern. Håller man den riktigt torr tål den till och med frost om det är en planta som är några år gammal. Från maj till augusti ger man kaktusnäring eller möjligen svag krukväxtnäring av traditionellt slag en gång i månaden. Från mars till oktober bör den stå ganska varmt - inte under 16°C. Under vintern däremot är det bäst om man kan placera den på en ljus plats där temperaturen endast är 3 - 8°. Planterar om gör man på våren, och då det är en förhållandevis snabbväxande kaktus som kan växa upp till 30 centimeter på en säsong, som frilandsodlad, och kan behöva planteras om vartannat år. Då dessa typer av pelarkaktusar utvecklar kraftiga rötter åt sidorna, likt cykelekrar, så kan det behövas en beskärning av dem vid omplantering. Låt då plantan ligga barrotad någon dag så att snittytorna torkar till, annars finns risk för röta. Till denna snabbväxande kaktus kan krukväxtjord användas, men med extra sand och eventuellt små lecakulor inblandat. Sommartid kan den mycket väl stå utomhus på en varm och skyddad plats.
Klippkaktus förökas med sticklingar. Skär av en bit av någon topp på kaktusen och låt den ligga en vecka eller mer så att snittytan torkar ordentligt. Planteras sedan i såjord med extra sand iblandad.
- Wikimedia Commons har media som rör Klippkaktus.